# Jovana Risović
Jovana Risović (født 7. oktober 1993 i Beograd, Serbien) er en serbisk håndboldspiller, der spiller for kroatiske RK Podravka Koprivnica. Hun har tidligere optrådt for danske Randers HK.
Hun spiller på det serbiske A-landshold, med hvem hun i 2013 vandt VM-sølv på hjemmebane. Til VM i 2015 var hun førstevalg på keeperpositionen.